# Barbourfields Stadium
Barbourfields Stadium – wielofunkcyjny stadion w Bulawayo w Zimbabwe. Jest obecnie używany głównie dla meczów piłki nożnej. Jego właścicielem jest Rada Miasta Bulawayo, ale jest domową areną dla klubu Highlanders FC, jednej z największych drużyn piłki nożnej w Zimbabwe, Zimbabwe Saints FC i Bantu Rovers FC. Kibice często nazywają stadion „Emagumeni”. Jego oficjalna pojemność to 26 000, jednak może pomieścić do 32 000 osób.